# Vanillaware
 (mai 2018).
Si vous disposez d'ouvrages ou d'articles de référence ou si vous connaissez des sites web de qualité traitant du thème abordé ici, merci de compléter l'article en donnant les références utiles à sa vérifiabilité et en les liant à la section « Notes et références ».
Vanillaware (ヴァニラウェア有限会社) est une entreprise japonaise de développement de jeux vidéo formée par l’équipe de développement d’Atlus qui avait produit Princess Crown pour la Saturn de Sega en 1997. Fondée le 1er février 2002 sous le nom Puraguru, elle adopta son nom actuel Vanillaware en 2004.
Ce studio est reconnu pour ses graphismes 2D de grande qualité, à une époque où la 3D est omniprésente sur le marché du jeu vidéo, mais aussi pour sa facilité à mélanger plusieurs genres du jeu vidéo et à créer des histoires fortement inspirées de la mythologie et du folklore.
En dehors de Kumatanchi et Grand Knights History, tous les jeux développés par Vanillaware ont eu droit à une sortie sur le territoire américain ou européen grâce à des éditeurs comme Atlus, Nippon Ichi Software, Koei ou XSEED.

## Jeux développés
2007
- GrimGrimoire (PlayStation 2)
- Odin Sphere (PlayStation 2)

2008
- Kumatanchi (Nintendo DS) (au Japon seulement ; développé en collaboration avec le cercle Doujin Ashinaga Ojisan)

2009
- Muramasa: The Demon Blade (Wii)

2011
- Grand Knights History (PlayStation Portable) (sorti uniquement au Japon)

2013
- Dragon's Crown (PlayStation Vita et PlayStation 3)
- Muramasa Rebirth (PlayStation Vita)

2016
- Odin Sphere: Leifthrasir (PlayStation 3, PlayStation Vita et Playstation 4)

2018
- Dragon's Crown Pro (PlayStation 4)

2019
- 13 Sentinels: Aegis Rim (PlayStation 4)

2022
- 13 Sentinels: Aegis Rim (Nintendo Switch)
- GrimGrimoire OnceMore (Nintendo Switch, PlayStation 4, Playstation 5)

2024
- Unicorn Overlord (Nintendo Switch, PlayStation 4, PlayStation 5, Xbox Series)